# Kolskyita
La kolskyita és un mineral de la classe dels silicats que pertany al grup de la murmanita. Rep el nom per la península de Kola (Kolskyi Poluostrov en rus), on es troba la seva localitat tipus.

## Característiques
La kolskyita és un sorosilicat de fórmula química (Ca☐)Ti₂Na₂Ti₂(Si₂O₇)₂O₄(H₂O)₇. Cristal·litza en el sistema triclínic. La seva duresa a l'escala de Mohs és 3.

## Formació i jaciments
Va ser descoberta a la mina d'apatita de Kirovskii, situada al mont Kukisvumtxorr, dins el massís de Khibini (óblast de Múrmansk, Districte Federal del Nord-oest, Rússia). Es tracta de l'únic indret de tot el planeta on ha estat descrita aquesta espècie mineral.